# Miguel de Oquendo

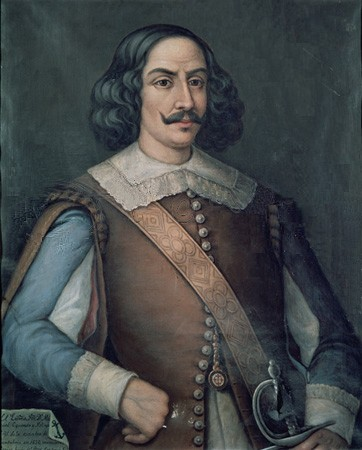
Miguel de Oquendo de Segura (tela no Museu Naval de Madrid).

Miguel de Oquendo de Segura (San Sebastián, 1534 — no mar frente ao porto de Pasaia, 24 de Outubro de 1588) foi um almirante-general espanhol de origem basca, General da Escuadra de Cantábria, Cavaleiro de Santiago, que teve papel de grande relevância na Batalha Naval de Vila Franca e no desembarque da Baía das Mós (tomada dos Açores pelas forças de Filipe II de Espanha em 1582-1583). Foi pai do almirante Antonio Oquendo y Zandátegui, iniciando uma verdadeira dinastia naval que perduraria várias gerações.

## Biografia
Miguel de Oquendo nasceu em San Sebastián (Donostia), filho de Antonio de Oquendo de Oyanguren e de María-Domínguez de Segura Ortíz, da pequena aristocracia da Guipúzcoa. Incorporou-se muito cedo na marinha real. Já marinheiro experiente, serviu com a sua própria nau na campanha contra Orão (1575).
Participou por diversas vezes nas operações das armadas das Índias Ocidentais, mas a fase mais importante da sua carreira iniciou-se com a sua ligação ao almirante Álvaro de Bazán e a sua participação nas campanhas atlânticas contra as pretensões de D. António, Prior do Crato, ao trono de Portugal.
Como homem do mar experimentado foi-lhe confiado o comando de várias armadas de defesa da costa no norte peninsular e a 23 de Maio de 1577 foi nomeado Capitán General da Armada del Cantábrico. Foi com uma destas armadas, que sob o comando de Álvaro de Bazán, participou na campanha de conquista dos Açores (1581-1583).
Na principal acção daquela campanha, a Batalha Naval de Vila Franca, travada a sul da ilha de São Miguel, nos Açores, em 1582, o núcleo principal de navios que lutavam pelo lado espanhol era de Guipúzcoa e nela tiveram uma activa e brilhante participação os marinheiros guipuzcoanos. No combate, Miguel Oquendo comandava 5 navios guipuzcoanos colocados na primeira linha, os quais com grande denodo foram instrumentais para o êxito da jornada: graças à acção dos capitães Arizabalo e Escorza, do esquadrão comandado por Miguel de Oquendo, os espanhóis apoderaram-se do estandarte francês.
Coube então a Miguel de Oquendo obter a rendição do navio almirante francês, no qual hasteou o seu estandarte, apoderando-se do estandarte inimigo como troféu. Esta acção ditou o fim da batalha, com uma retumbante vitória para o lado espanhol.
Na acção morreram em combate os capitães Villaviciosa o Velho e Anduriaga. Participaram também Aguirre, contador dos galeões de Oquendo, Joanes, Aramburu (depois general) e os capitães Irura, Arteaga, Evora, Olabarrieta, Isasa, os irmão Segura e Urquiola.
O prestígio que então adquiriu junto de Filipe II de Espanha levou a que a 15 de Dezembro de 1584 lhe fosse concedido o hábito de cavaleiro da Orden de Santiago.
Foi nomeado em 1588 capitão general da Esquadra de Guipúzcoa, uma das forças navais que tinha por objectivo a invasão da Inglaterra, sendo um dos núcleos principais da Invencível Armada.
Na Invencível Armada foi uma das figuras marítimas mais notáveis, merecendo pelo seu mérito que dele se dissesse que mostrou tal valor que à Fama fez invejosa. Contudo, a morte de Álvaro de Bazán alterou os preparativos da Armada Invencible, cujo comando acabaria por recair em Alonso Pérez de Guzmán el Bueno y Zúñiga, o duque de Medina Sidonia, um militar experiente e prestigiado, mas sem conhecimentos navais. Foram então nomeados alguns oficiais navais experientes para o assessorarem, mas os desentendimentos entre eles, na ausência de uma liderança forte, levaram a grandes ressentimentos entre os que discordavam das tácticas seguidas. Entre os descontentes contavam-se os oficiais provenientes do núcleo que fora encabeçado por Álvaro de Bazán, entre os quais se contava Miguel de Oquendo.
Face ao desastroso rumo dos acontecimentos, Miguel de Oquendo, manifestou sem êxito a sua discordância. A sua saúde frágil, e a idade que já lhe pesava, levaram a que falecesse poucos meses depois do fracasso da invasão a Inglaterra, a bordo do seu navio pouco depois de arribar ao porto de Pasaia, a 24 de Outubro de 1588.
Entre iconografia vária relacionada como Miguel de Oquendo, existe um quadro que representa a acção de Oquendo na batalha da ilha de São Miguel (Açores), travada a 26 de Julho de 1582.
Miguel de Oquando de Segura casou com María de Zandátegui de Lasarte, nascendo deste casamento o futuro almirante Antonio de Oquando e Zandátegui. A 28 de Agosto de 1587, o General Miguel de Oquendo e sua esposa, María de Zandátegui de Lasarte, receberam de herança a casa solar de La Torre. Esta propriedade tornar-se-ia o núcleo fundiário da família.